# Lijst van beschermd erfgoed in Cerfontaine
Onderstaande tabel geeft een overzicht van de beschermde erfgoederen in de gemeente Cerfontaine. Het beschermd erfgoed maakt deel uit van het cultureel erfgoed in België.
| Object                                                                                               | Bouwjaar/architect | Deelgemeente | Adres         | Coördinaten                   | Nummer?                | Afbeelding                                                                                          |
| --- | ------------------ | ------------ | ------------- | ----------------------------- | ---------------------- | --------------------------------------------------------------------------------------------------- |
| Parochiekerk Sint-Vedastus en kerkhofmuur (monument)                                                 |                    | Daussois     |               | 50° 13' 18" NB, 4° 27' 17" OL | 93010-CLT-0001-01 Info | Parochiekerk Sint-Vedastus en kerkhofmuur (monument)                                                |
| Kasteel van Senzeille (monument)                                                                     |                    | Senzeille    |               | 50° 10' 36" NB, 4° 27' 41" OL | 93010-CLT-0002-01 Info | Kasteel van Senzeille (monument)                                                                    |
| Station van Cerfontaine, het platform, de toegangstrappen met hellingen en de keermuur (monument)    |                    | Cerfontaine  |               | 50° 10' 15" NB, 4° 24' 33" OL | 93010-CLT-0003-01 Info | Station van Cerfontaine, het platform, de toegangstrappen met hellingen en de keermuur (monument)   |
| De steengroeve van Beauchâteau en haar omgeving (site)                                               |                    | Senzeille    |               | 50° 9' 45" NB, 4° 28' 30" OL  | 93010-CLT-0004-01 Info | |
| Muziekkiosk, met keermuren en smeedijzeren balustrades rond het pleintje (monument) beschermingszone |                    | Cerfontaine  | rue du Moulin | 50° 10' 18" NB, 4° 24' 48" OL | 93010-CLT-0005-01 Info | Muziekkiosk, met keermuren en smeedijzeren balustrades rond het pleintje (monument)beschermingszone |